# Volkstedt (Eisleben)
Volkstedt is een plaats en voormalige gemeente in de Duitse deelstaat Saksen-Anhalt, en maakt deel uit van de Landkreis Mansfeld-Südharz.
Volkstedt telt 1.271 inwoners.
Het dorp Volkstedt, waar sinds de 18e eeuw porseleinen sierbeeldjes gemaakt worden, is een stadsdeel van Rudolstadt in Thüringen. Zie: Rudolstadt.

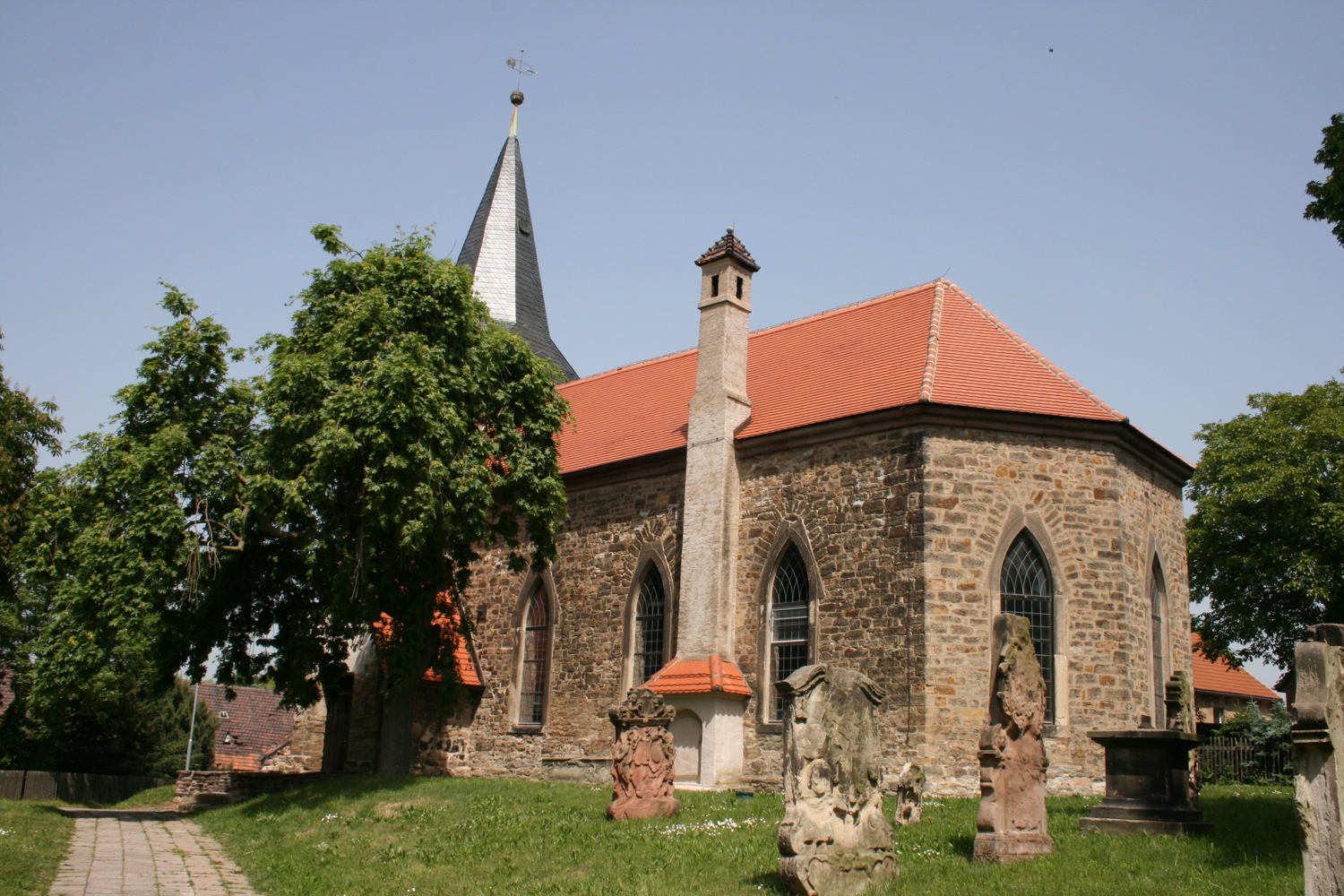
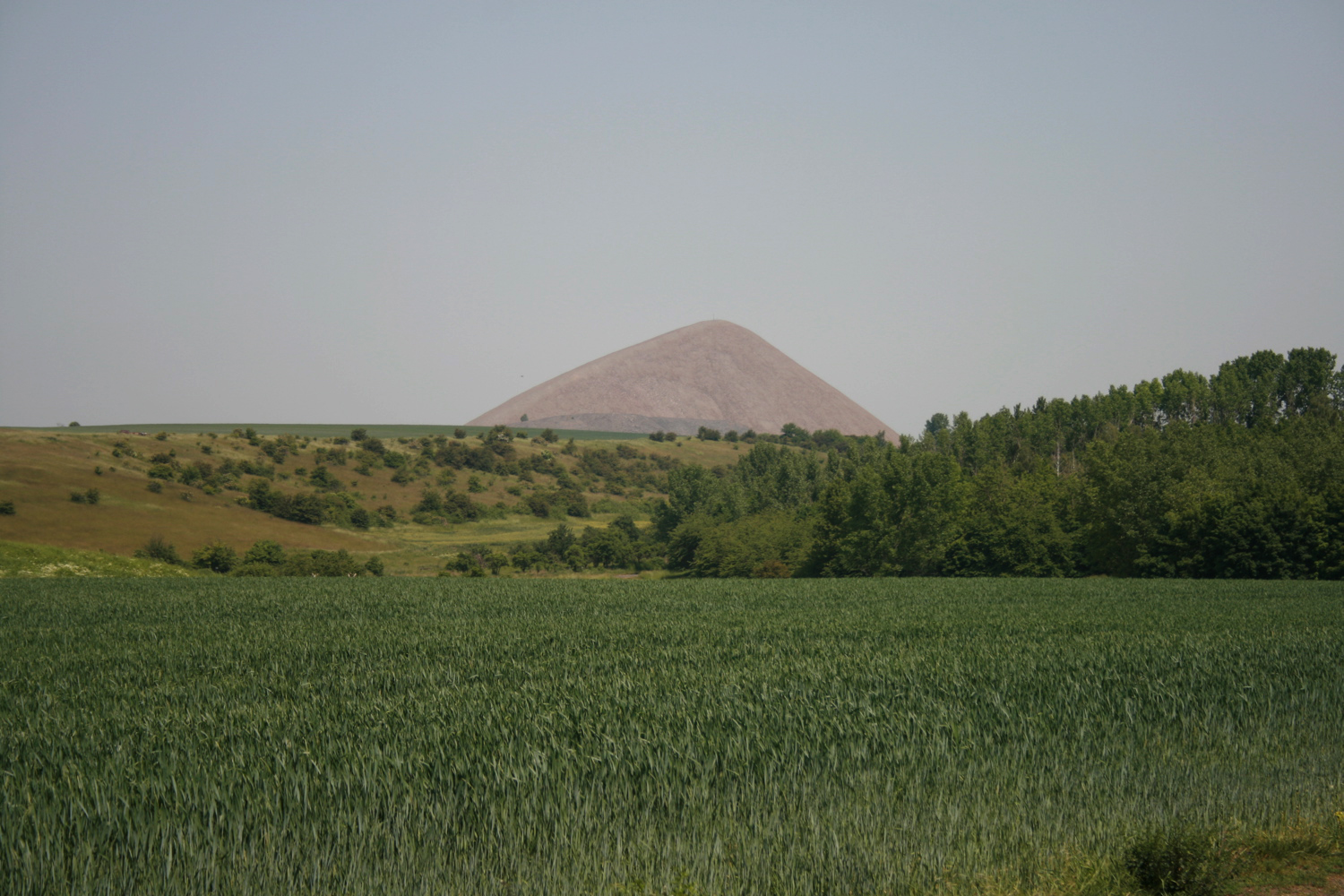
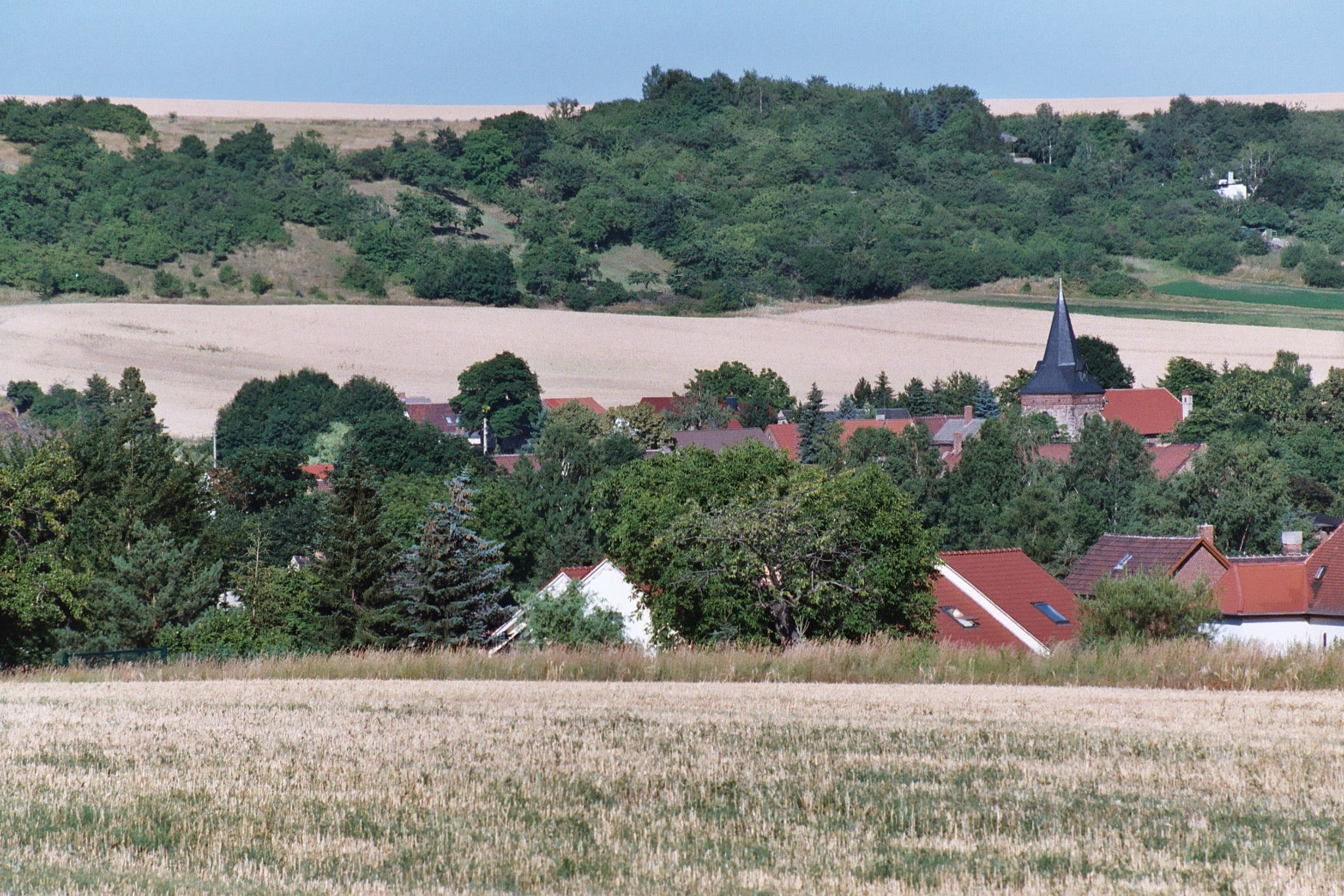